# Eilema distinguenda
Eilema distinguenda är en fjärilsart som beskrevs av De Toulgoët 1956. Eilema distinguenda ingår i släktet Eilema och familjen björnspinnare. Inga underarter finns listade i Catalogue of Life.